# Mannheimi iskola

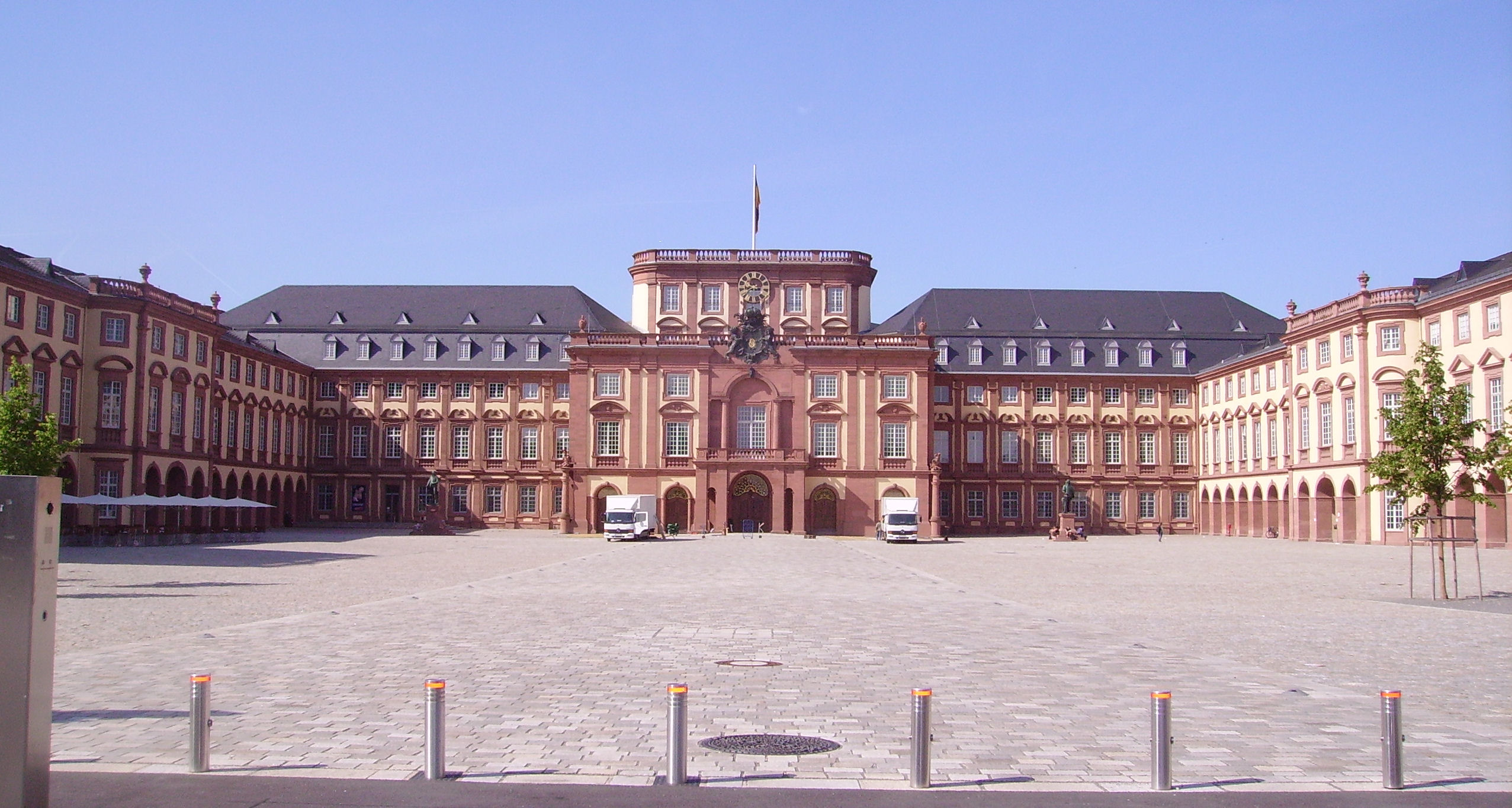
A mannheimi udvar palotája

A mannheimi iskola a 18. század második felének, a kora klasszikus kornak egyik legjelentősebb szimfonikus irányzata, melynek képviselői a Mannheimban tevékenykedő udvari zenekar tagjaiból kerültek ki. A mannheimi iskola mind a zenekarra, mind az együttesre komponáló zeneszerzők csoportjára is értendő, mely alapítójának a cseh zeneszerzőt, Johann Stamitzot tekintik, ugyanakkor rajta kívül a klasszikus zeneszerzők két generációja is komponált a zenekar számára, melynek hírneve rendkívüli felkészültségének, a zenekari tagok virtuóz technikai tudásának, valamint új zenekari játékmódjuknak köszönhető. A mannheimi iskola zeneszerzői fontos szerepet játszottak a kora klasszikus zenei korszakban a klasszikus kor műfajainak és a klasszikus szimfonikus formáknak kialakításában.

## Története
A mannheimi iskola kialakulásának kezdete Károly Fülöp pfalz-neuburgi választó fejedelemhez vezethető vissza, akinek udvartartása Innsbruckból majd Heidelbergből 1720-ban települt Mannheimba, s akinek uralkodása idején szervezték meg a mannheimi udvari zenekart. A zenekar kapellmeistere 1733-tól 1753-ig az olasz zeneszerző, Carlo Grua lett, aki a pezsgő  udvari zenei élet minden területéért felelt, irányítása mellett kora jelentős zenészeit nyerték meg a zenekar számára, 1741/42-ben a cseh virtuóz hegedűst és zeneszerzőt Jan Václav Antonín Stamicot, később Johann Stamitzként vált ismertté. Johann Stamitzot tekintik a mannheimi iskola alapítójának, az iskola fénykora Károly Tivadar uralkodásának idejére, az 1743-78 közötti időszakra esik. A kortárs zenészek beszámolóiból vált ismertté a zenekar kiemelkedő színvonala, Leopold Mozart 1763 -ban, W. A. Mozart 1777/78-ban kelt leveleiben említi, majd az angol zenetudós, Charles Burney is. 1777-ben W. A. Mozart maga is pályázott posztra a mannheimi udvarnál, de eredménytelenül.
Bár a mannheimi iskola zeneszerzőinek szerepe a klasszikus szimfonikus formák kialakulásában kiemelkedőek, mégis a legtöbb kutató jelenlegi véleménye szerint a késő barokk kor és a kora klasszikus korszak közötti átalakulási folyamatok egyidejűleg több zenei műhelyben zajlottak, többek között Berlinben és Bécsben is. A korszakra gyakorolt jelentős hatásuk részben az európai hírű zenekarnak valamint annak a ténynek köszönhető, hogy zeneszerzőik művei rendkívül hamar, gyakran többszörös kiadásban jelentek meg Párizsban és Londonban is.

## Zeneszerzők
A mannheimi iskolához tartozó zeneszerzőknek két nemzedékét különböztetik meg, akik nemcsak zeneszerzők voltak, hanem az udvari zenekar tagjai, szólistái, koncertmesterei, ill. kapellmeisterei.
Az idősebbik generáció jelentősebb alkotóegyéniségei nem német területekről szerződött zenészek voltak, közéjük tartozik az iskola alapítójának és legfölényesebb tehetségének számító cseh származású Johann Stamitz, aki a zenekar koncertmestere és 1750-től zenei vezetője is volt, a morva Franz Xaver Richter, az olasz Karl Theodor Toeschi, aki a zenekar hegedűse majd koncertmestere lett, a sziléziai csellista Anton Filtz és a bécsi születésű Ignaz Holzbauer, aki 1753-tól lett a zenekar kapellmeistere.
A fiatalabb generáció kiemelkedő zeneszerzői közé tartoznak Franz Ignaz Beck, Christian Cannabich,  és Wilhelm Cramer, Franz Danzi, Ernest Eichner, Ignaz Fränzl, és az iskolaalapító Johann Stamitz fiai, azaz Johann Carl Stamitz és Anton Stamitz, a testvérpár Alessandro Toeschi és Karl Joseph Toeschi,  és az 1784-ben az udvari zenekar kapellmeisterévé tett Georg Joseph Vogler, valamint P. Winter. Az új generáció az idősebb nemzedék tanítványai és a mannheimi irányzat folytatói voltak, jórészt már mannheimi vagy németországi születésűként.

## Zenei innovációik

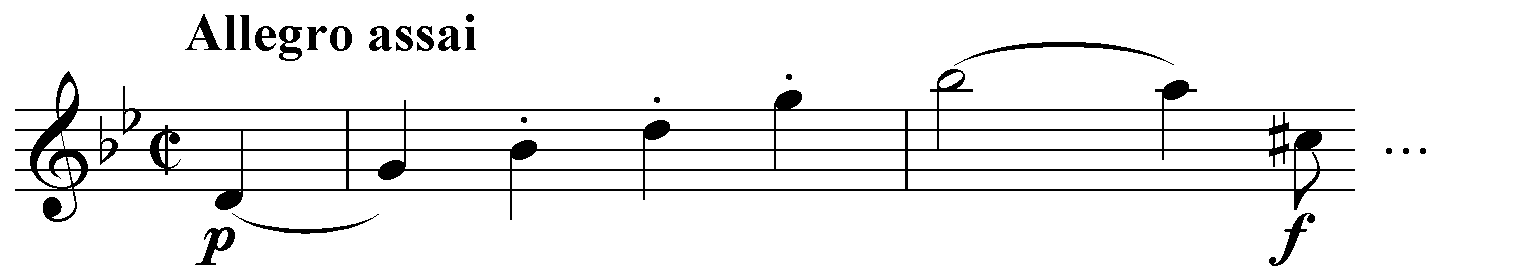
W. A. Mozart 40. szimfóniája, a nagy g-moll szimfónia 4. tételét indító „mannheimi rakéta témája”

A mannheimi iskola zeneszerzői számos újítást vezettek be egyfelől a zenekari játékban, másrészt a zenei formákban is.
A zenekari játékukban feltűnést keltettek az árnyalt dinamikai különbségek, melyek eltérnek a barokk kor teraszos dinamikájától, híresek voltak crescendóik és diminuendóik, valamint a hosszú crescendo szakasz utáni generalpauza, ezenkívül a kortársak beszámolnak a kitűnően irányított együttes egységes vonókezeléséről, az újszerűnek számító vonós tremolókról is.
Zeneszerzőik a kompozícióikban gyorsan elhagyták a barokk korban általános basso continuót, a kontrapunktikus elemeket is kevéssé alkalmazták, valamint a homofón zenei szövet vált általánossá. Mannheim felől terjedt el Európa-szerte a klasszikus négytételes szimfónia, melybe beemelték a barokk szvitek egyik tételét, a menüettet, és a szimfónia harmadik tételévé tették, ezáltal a barokk kor háromtagú olasz nyitányának és a tánctételekből álló szviteknek egy új szintézisét teremtették meg a klasszikus szimfónia formájában. Ugyanakkor a klasszikus szimfóniák első tételének jellemző formája, azaz a szonátaforma elterjedése is nekik tulajdonítható. A mannheimi iskolához tartozó zeneszerzők műveinek jellegzetességei még új motivikus elemek is, az úgynevezett rakéta téma, mely a mély regiszterektől felfutó akár akkord törésként, ill. felfelé haladó futamként szólal meg, később más zeneszerzők – pl. W. A. Mozart – műveiben is gyakran alkalmazták. Hangszerelési újításaik közé tartozik a vonósok és a fúvós szólamok függetlenített alkalmazása, valamint ők alkalmazzák a klarinétot először zenekari hangszerkén és szóló hangszerként is.

## Média
- Johann Stamitz: D-dúr szimfónia op. 4 no. 2
- Karl Joseph Toeschi:  D-dúr szimfónia
- Christian Cannabich:  B-dúr szimfónia